# Joan Salvat-Papasseit
Joan Salvat i Papasseit, más citado como Joan Salvat-Papasseit (Barcelona, 16 de mayo de 1894-7 de agosto de 1924) fue un poeta español nacido en Barcelona, máximo representante del futurismo en la literatura en lengua catalana. Conocido como poeta de vanguardia, también desarrolló una prolífica actividad como redactor de artículos de crítica social en castellano y en catalán, en simpatía con las corrientes anarquistas y socialistas de la época. Su estilo enérgico e impulsivo contrasta con su vida rutinaria y de reposo debida a su precaria salud. Murió de tuberculosis a la edad de 30 años, dejando una obra que permanecería olvidada hasta la década de 1960, cuando empezó a ser popularizada por artistas de la Nova Cançó. Hoy en día, es considerado como uno de los escritores catalanes más importantes del siglo XX.

## Biografía

### Una infancia difícil
Nacido el 16 de mayo de 1894, su padre era un marinero llamado Joan Salvat Solanas, natural del Pla de Santa María, y su madre era Elvira Papasseit Orovitx, natural de Miravet. Cuando murió el padre de Joan en 1901 en un accidente en el Montevideo, barco de la Compañía Trasatlántica Española que hacía el trayecto Barcelona-Cádiz y en el que trabajaba de fogonero, el hijo tenía siete años, y Elvira llevó a éste con Miquel, su hermano pequeño, al asilo naval, de manera que Joan casi no fue a la escuela primaria, salvo una breve temporada con los salesianos, así que aprendería a leer y a escribir a trompicones. Tuvo que trabajar desde muy joven, y lo hizo de aprendiz de droguería en 1906, y también de tallas religiosas. Después de éstas, empezó a ir a la escuela de artes y oficios (la Llotja), pero no le duró mucho la afición:

Su vocación de tallista se desvaneció como por ensalmo. Entonces, de manera instintiva, cogió los papeles que llevaba siempre en el bolsillo para dibujar y se puso a escribir cosas incoherentes, inconexas, con un estilo seco, de mala forja y áspero que sería siempre la tónica característica de su prosa.
Emilio Eroles, Memòries d’un llibre vell (1971)

### El adolescente activista político y cultural
Joan se volcaría en actividades de intención política, o al menos de tinte político, a partir de los hechos de la Semana Trágica de 1909.
Conoció al librero y simpatizante anarquista Emilio Eroles en 1911. Eroles tenía un puesto de libros usados en el Mercado de Santa Madrona que mantendría hasta los años 60. Allí, Joan Salvat y Emilio tenían tertulia con Joan Alavedra i Segurañas (1896-1981), Antonio Palau y Dulcet y otros aficionados a los libros y a la política. En esa época e impulsado por estas conversaciones, Joan empezaría a leer obras que, en su diversidad, irían contribuyendo a situar el ideario y los temas de interés del escritor catalán; las obras fueron de autores como Nietzsche e Ibsen .
Eroles, Alavedra, Palau y Salvat se afiliaron al Ateneo Enciclopédico Popular, del que Salvat llegaría a ser secretario general, miembro de la sesión de cultura y bibliotecario. Estar en el ateneo le puso más fácil la lectura de obras del ámbito internacional (como las de Tolstói, Zola y Kropotkin) y del mismo ámbito ibérico (como las de Jaume Brossa, Valentí Almirall, Joaquín Costa, Jacinto Verdaguer, Joan Maragall y Dídac Ruiz, primo de Picasso. También tendría allí la ocasión de conocer a pensadores, literatos y activistas de la época y de asistir a sus intervenciones; algunos serían Ortega y Gasset, Salvador Seguí, Francesc Layret, Marcelino Domingo, Gabriel Alomar, Andrés Nin, Lluís Companys, Pompeyo Gener, Eugenio d'Ors, Josep Maria de Sucre i de Grau, Ángel Samblancat y Joaquín Torres García. Se considera que fue este último quien lo iniciaría en los movimientos de vanguardia.
Los mismos cuatro amigos, Eroles, Alavedra, Palau y Salvat, formaron en 1911 el Col·lectors d'escopinyes i bolets, asociación informal que se dedicaba a repartir panfletos por la calle: como ejemplo, un domingo por la tarde se pusieron a repartir hojas en protesta por las corridas de toros en la Plaza de las Arenas de Barcelona. En 1912, Joan Salvat se hizo novio de Carmen Eleuterio Ferrer, una chica de su barrio, costurera, con la que se casaría en 1918.
En 1913 hizo amistad con Daniel Cardona, que lo introduciría en los ambientes nacionalistas radicales. Años después, en 1923, para el libro de Cardona La batalla, Salvat escribiría un prólogo en el que ya expresaría con claridad su simpatía por la tendencia separatista. A partir de 1914 se introdujo en los círculos independentistas más radicales.

### El redactor y editor de revistas
En 1914, ya estaba consolidada su afición a la escritura, y a finales de ese año, Eroles y él entraron en la redacción de la revista libertaria Los Miserables, subtitulada «Eco de los que sufren hambre y sed de justicia». En esta revista, titulada como una novela de Victor Hugo e impulsada por Fernando Pintado, Ángel Samblancat y Lluís Capdevila, trabajaría Salvat-Papasseit hasta 1916. En esa publicación, Joan empezó a firmar como «Gorkiano», en evocación de Gorki. Ese mismo año, empezó a hacer de bibliotecario del Ateneo Enciclopédico Popular. Dio inicio por entonces a la serie de artículos que luego recogería en el volumen Humo de fábrica. Como esas colaboraciones carecían de remuneración, se puso a trabajar en el puerto, de vigilante nocturno en el Moll de la Fusta (el Muelle de la madera). A ese trabajo se referiría años más tarde en el poema Nocturn per a acordió. Por entonces, ya estaba debilitada su salud, y las noches de invierno en el puerto no le harían mucho bien.
Se afilió a la Juventud Socialista Barcelonesa, y empezó a colaborar en las revistas de Justicia Social, organización de Reus. En la revista Sabadell Federal, publicaría por entregas en 1916 las Glosas de un socialista. Ese mismo año fue condenado a dos meses y un día de prisión a causa de un artículo suyo, publicado en Los Miserables, titulado «Un pueblo: Portugal». Tras salir de prisión, empezó a trabajar como encargado de la sección de librería en las Galerías Layetanas. Gracias a su trabajo en la librería, se relacionaría con otros poetas catalanes, como Josep Vicenç Foix, Josep Maria Junoy y Joaquim Folguera. La dependencia, que recibiría más adelante el nombre de Llibreria Nacional Catalana, sería convertida por Joan y su hermano Miquel en uno de los lugares importantes de la vanguardia literaria. Por entonces recibió la influencia del artista uruguayo Rafael Barradas, promotor del vibracionismo, y comenzó a interesarse por la literatura de vanguardia.

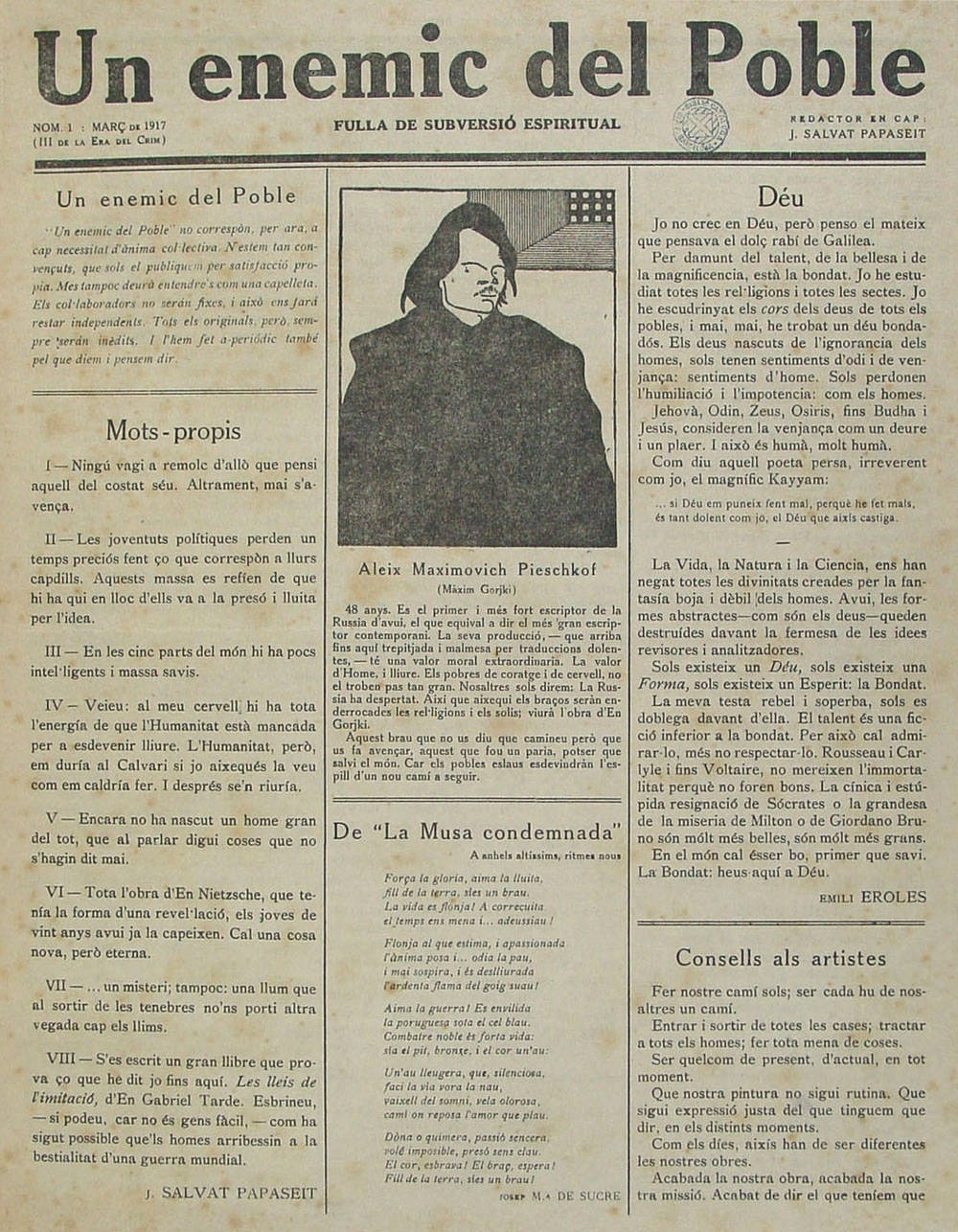
Portada del primer número de la publicación Un enemic del poble (marzo de 1917).

En 1917 dio inicio a la publicación de sus aforismos en la revista Un enemic del Poble (Un enemigo del Pueblo), subtitulada Fulla de subversió espiritual; el título de la revista, de la que se publicarían números hasta 1919, es el de una pieza de teatro de Henrik Ibsen. Salvat-Papasseit era redactor jefe de la revista y autor de diversos artículos, escritos ya en catalán. La revista contaba con un equipo de colaboradores bastante regular. Su temática principal era de carácter político, sobre todo acerca del anarquismo y el pacifismo, pero con el tiempo se fue dedicando más atención a los asuntos culturales y a la creación literaria. También en 1917, debutó como crítico de arte en la revista Vell i Nou.

### La proliferación poética y la salud precaria
Su primer poema, Columna vertebral: Sageta de foc, se publicó a finales de ese mismo año: 1917. En él estaba ya clara su concepción de la poesía de vanguardia como instrumento para atacar las convenciones burguesas. En 1918, Salvat publicó una recopilación de artículos políticos en castellano: Humo de fábrica. La publicación del primer libro de Salvat, con prólogo de Samblancat, se hizo gracias a la ayuda de las Galerías Layetanas. En el epílogo de la obra, Salvat insinúa el paso de la crítica política a la creación poética. En ese mismo año, editó la revista Arc-Voltaic, de un único número (el de febrero), con evidentes influencias del futurismo. También ese año, contrajo matrimonio con Carme Eleuterio i Ferrer, tras seis años de noviazgo, pero poco después cayó enfermo de tuberculosis. A partir de entonces comenzó un interminable rosario de estancias en sanatorios y casas de salud, que sólo concluiría con su muerte. En 1919 nació su primera hija: Salomé. Ese mismo año publicó su primer libro de poesía, Poemes en ondes hertzianes, que recoge poemas escritos desde 1917. A partir de ese año, 1919, sólo publicaría escritos en catalán. De ese mismo año es el poema Missenyora la Mort, publicado en el número 5 de la revista La Columna de Foc. Ese poema es la única obra que se le conoce en la que trate de manera directa el tema de la muerte.
Empezó su carrera como editor con la Llibreria Nacional Catalana a partir de 1920, año en que había hecho un breve viaje a París. Colaboró en varias publicaciones, con artículos de exaltación catalanista. En julio de ese mismo año, redactó y publicó el manifiesto Contra els poetes amb minúscula. Primer manifest futurista català. Su ideario de entonces funde catalanismo y vanguardismo; él mismo gustaba de definirse como «poetavanguardistacatalà».
En 1921 inició una nueva revista, Proa, de la que aparecerían sólo dos números. En abril de ese año se publicó su segundo libro de poemas, L’irradiador del port i les gavines, con textos escritos entre 1919 y 1921. En invierno fue internado en el sanatorio de La Fuenfría, en la localidad madrileña de Cercedilla; en este tiempo escribió los poemas que formarían su tercer libro, Les conspiracions, que aparecería en 1922. En estos poemas desarrolla sus ideas independentistas más radicales, proponiendo para Cataluña una solución semejante a la de Irlanda, independiente desde ese mismo año.

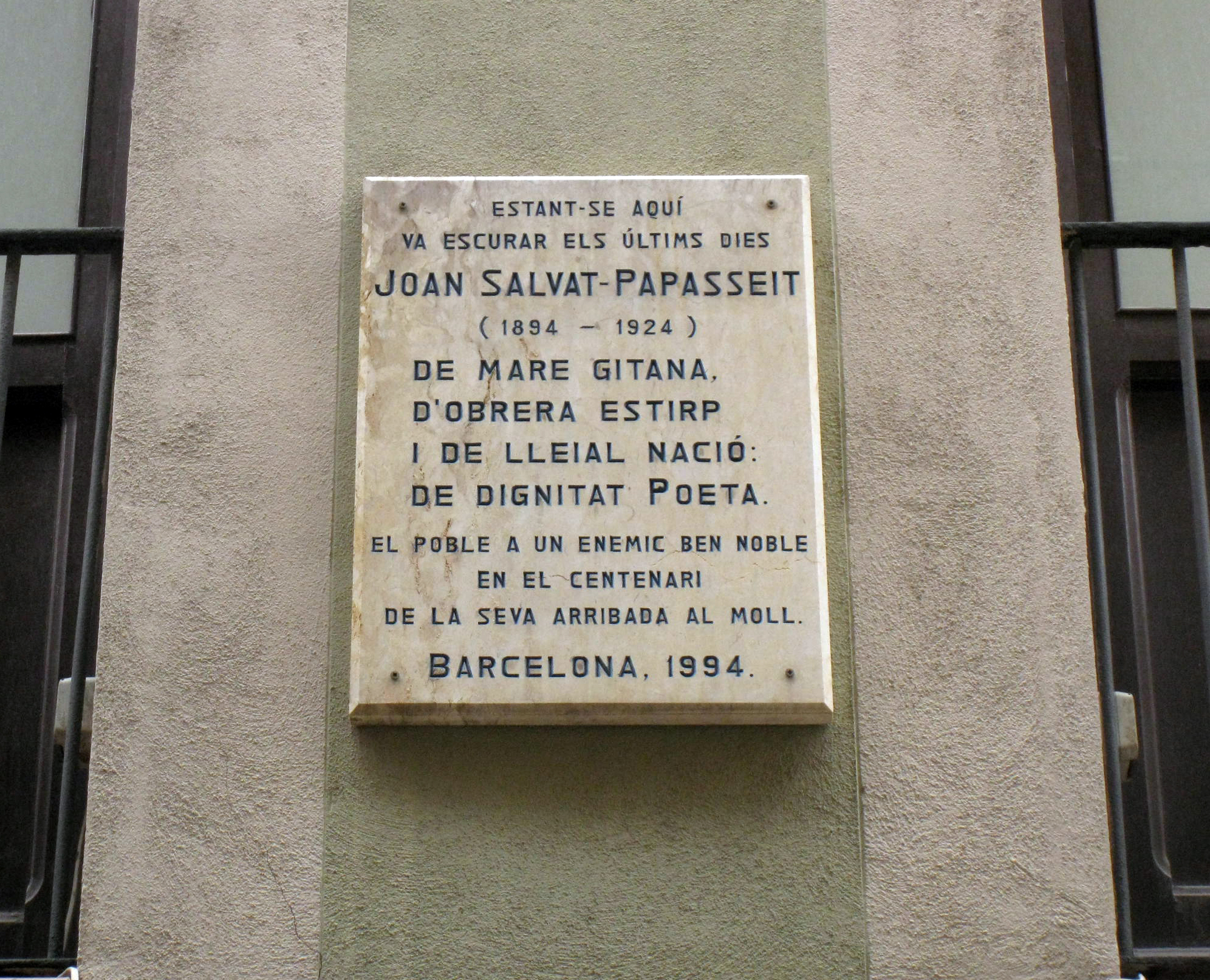
Placa en Barcelona recordando a Salvat-Papasseit

De carácter optimista hasta el final, Salvat rara vez dejaba traslucir en sus poemas su delicado estado de salud. Sí se entrevé su convalecencia en el poema Tot l'enyor de demà (de L'irradiador del Port i les gavines), que trata el tema del enfermo que tiene ganas de levantarse.
Su segunda hija, Núria, que sólo viviría dos años, nació en 1922. A finales de ese mismo año, Joan publicó su cuarta obra poética: La gesta dels estels. En 1923 le siguió el que la crítica considera el mejor de todos sus libros: El poema de la rosa als llavis. Al año siguiente, el 7 de agosto de 1924, sucumbió finalmente a su enfermedad. Muerto de tuberculosis a los treinta años, le encontraron debajo de la almohada unos poemas que serían ordenados por Agustí Esclasans i Folch y publicados por el promotor artístico Joan Merli i Pahissa con el título de Óssa Menor en 1925.

## Obra

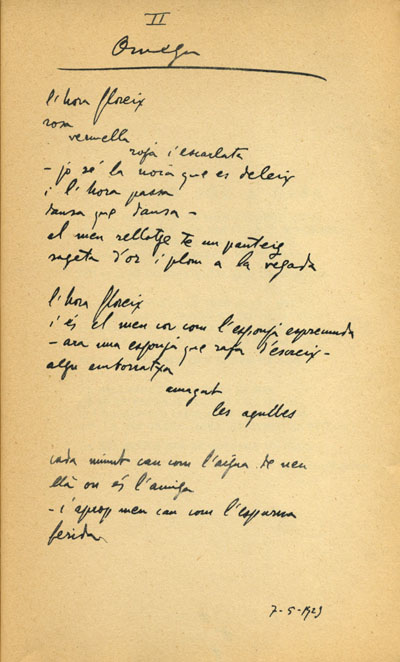
Versión manuscrita del poema «Omega», del libro póstumo Óssa Menor.

### Vanguardia y academicismo
Uno de los principales poetas de la literatura de vanguardia, Joan Salvat-Papasseit fue influido por los caligramas de Apollinaire y por el futurismo de Marinetti, sobre todo en sus primeros libros, que son muestra de la atracción que sentían los futuristas por los inventos: el telégrafo, la radio o el tranvía.
Desarrolló una línea lírica que se aproximaba a la poesía popular, a la canción, y que se aproximaba también a la evolución de parte del movimiento catalán novecentista, con el que al final mantuvo más relación de la esperada: si bien comenzó como poeta vanguardista, escribiendo caligramas, más adelante desembocaría en las formas clásicas.
La trayectoria de Joan Salvat-Papasseit invita a hacer conjeturas sobre cuál habría sido su estilo después de 1924. A la colección de sus últimos poemas, Óssa Menor, se le puso el subtítulo «Fi dels poemes d'avantguarda» (‘Fin de los poemas de vanguardia’).

### Temas
En su prosa y en buena parte de su poesía, Salvat-Papasseit partía de sus vivencias cotidianas y de las novedades que le llegaban escasa, y hasta elemental; todo lo he visto o lo he vivido’). Su sensibilidad y su pasión insistían en detalles y situaciones de estos elementos cotidianos que convertían un instante en una vivencia única y especial. En el mismo escrito afirmaba: «Encara no he escrit mai sense mullar la ploma al cor, esbatanat» (‘Nada he escrito aún sin mojar la pluma en el corazón, abierto de par en par’).
El tratamiento del amor y del erotismo es un rasgo distintivo de la poesía de Salvat-Papasseit. Hay quienes dicen que el poema La rosa als llavis es el mejor poema erótico de la literatura catalana y uno de los mejores poemas eróticos de la literatura europea, como es el caso de Joan Fuster, o que tal vez Joan Salvat-Papasseit sea el poeta que ha tratado la carne y el erotismo de una manera más clara. Otros pensarán que los primeros se negarán a considerar poesía una manera que sea clara de verdad...
El mar, el puerto, el marino, el pirata y el ambiente marinero pergeñan una línea temática marcada por un espíritu nómada y aventurero. Buena parte de la vida de Joan Salvat transcurrió junto al mar, concretamente en el puerto de Barcelona o junto a él. También lo marcó la figura de su padre, marinero muerto en alta mar.

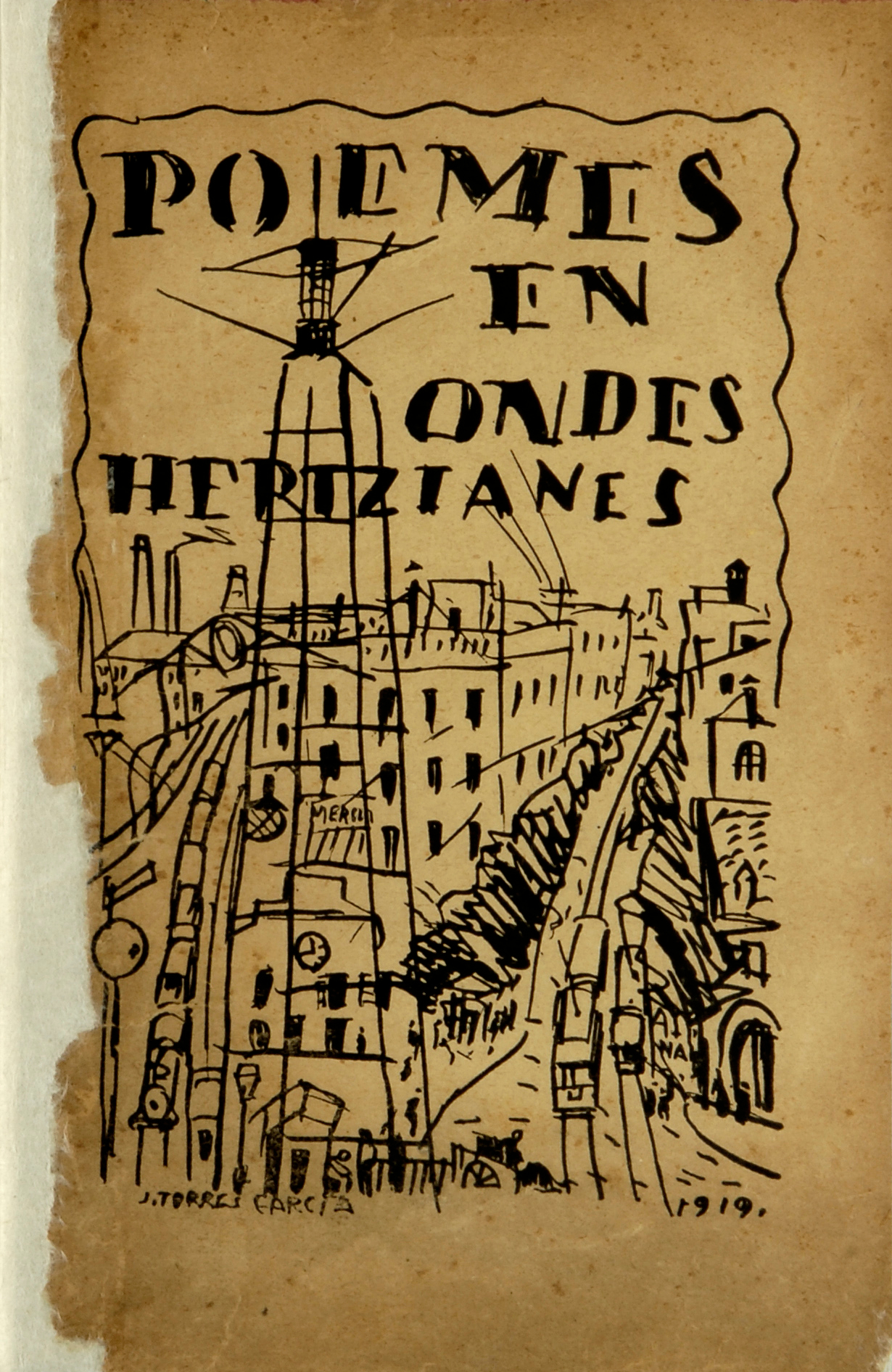
Poemes en ondes hertzianes (1919)

Mostró un gran amor y respeto por los niños, en los que veía la esperanza de un futuro mejor. Alababa a la nueva generación de pedagogos, la expansión de la escuela pública en catalán y a los artistas que trabajaban para los niños. La mayor parte de los relatos y de los poemas relacionados con el mundo de los niños se publicó en 1921 en la revista infantil La Mainada. También se han conservado decenas de postales que escribió desde los hospitales a sus hijas Salomé y Núria; se han publicado como Postals a les filles.

### Idearios y creencias
Joan Salvat era una persona de opiniones marcadas, si bien cambiantes y hasta contradictorias.
Durante un tiempo, militó en las filas del socialismo, pero su naturaleza individualista y el rechazo sistemático a los programas políticos lo llevarían a posiciones anarquistas. De todas maneras, Joan Salvat nunca tuvo ni defendió una línea política unívoca, y osciló entre el cristianismo, el socialismo, el anarquismo y el catalanismo separatista.
Un elemento ideológico común en las etapas de su vida fue la defensa de la educación y de la cultura como instrumentos fundamentales de la revolución y de la emancipación, ya fuera ésta nacional o de clase. En el centro de sus críticas estaban tanto los represores de la cultura como quienes la ignoraban. Sus escritos más viscerales contra España tratan sobre las malas artes de la clase gobernante española con respecto a la cultura: los ataques de que la hacían objeto y la exaltación y promoción que hacían de sus principales enemigos, como son la incultura voluntaria y orgullosa, la propia voluntad de incultura, el analfabetismo funcional, la burricie pertinaz y, en suma, la barbarie que se quiere racial basada en rasgos supuestamente nacionales (lo que llamaban Salvat y sus compañeros «flamenquismo»).

### Revistas
el Pobla|Un Enemic del Poble]]. Fulla de subversió espiritual. 18 números. Barcelona. 1917-1919.
- - Edición facsímil: Barcelona. Leteradura. Col. Ready Mades. 1976.
- Arc Voltaic, núm. 1. Incluye "Plasticitat del Vèrtic", "Formes en emoció i evolució", "Vibracionisme d'idees" y "Poemes en Ondes Hertzianes". Barcelona. 1920. Ilustraciones de Joan Miró y Rafael Barradas.
  - Edición facsímil: Barcelona. Leteradura. 1976.
- Proa, 2 números. Barcelona. 1921.
  - Edición facsímil: Barcelona. Leteradura. 1976.
- Joan Salvat-Papasseit redactor en cap: edición facsímil de "Un Enemic del Poble", "Arc Voltaic", "Primer manifest català futurista" y "Proa". Con estudio preliminar de Ricard Mas Peinado Archivado el 10 de agosto de 2009 en Wayback Machine.. Barcelona. Parsifal Edicions. 1994.

### Epistolarios
- L'epistolari de Joan Salvat-Papasseit. Prólogo y estudio de Amadeu-Jesús Soberanas i Lleó. Barcelona. Edicions 62. 1984.
- Postals a les filles. Prólogo y estudio de Amadeu J. Soberanas i Lleó. Barcelona. La Magrana. 1986.

### Artículos en español
- «Glosas de un socialista". Sabadell Federal. 1916.
- «Un pueblo, Portugal". Los Miserables. 1919.
- Humo de fábrica. Colección de artículos con prólogo y estudio de Ángel Samblancat. Barcelona. Galerías Layetanas. 1918.
  - Reed.: José Batlló (1977) y Galba (1977).

### Artículos en catalán
- «La ploma d'Arista (o d'Aristarc)». La Publicidad. 1921. Conjunto de cinco artículos sobre el vanguardismo.
- «Marianetti: 8 ànimes i una bomba, novel·la explosiva». Proa. 1921.
- «L'home i el llibre. Les vint cançons de Tomàs Garcés». La Publicidad. 1923.

### Manifiestos
- «Sóc jo, qui parlo als joves». Un enemic del Poble. Enero de 1919.
- «Concepte del poeta». Mar Vella. 1919.
- «Contra els poetes amb minúscula». Julio de 1920.

### Ensayo
- Mots-propis i altres proses. Incluye «La nacionalitat i el socialisme» y «Espurnes». Edición preparada por J. M. Sobré. Barcelona. Edicions 62. Antologia Catalana. 1975.

### Narrativa breve
- «Una nit de Nadal». La Publicitat. 24 de diciembre de 1929.

### Narrativa infantil y juvenil
- Els nens de la meva escala y Dites d'infant. La Mainada, a partir de 1921.
  - Reed.:
    - Els nens de la meva escala y Dites d'infant. Con dibujos de Emili Ferrer. Barcelona. Llibreria Nacional Catalana. 1926.
    - Els nens de la meva escala. Barcelona. Conservatori de les arts del llibre. 1972. Con dibujos y grabados originales de Cecília Vidal i Maynou.
    - Els nens de la meva escala. Barcelona. Leteradura. 1979. Con dibujos de Emili Ferrer.
    - Els nens de la meva escala y Dites d'infant. Publicacions de l'Abadia de Montserrat. 1979.

### Poesía
Se pueden encontrar poemas de Salvat-Papasseit en las siguientes colecciones originales:
- Poemes en ondes hertzianes. Barcelona: Ramón Clapera-Mar Vella, 1919. Con dibujos de Joaquín Torres García y Rafael Barradas.
- L'irradiador del port i les gavines. Barcelona. Atenes. 1921.
- Les conspiracions. Barcelona. Llibreria Nacional Catalana. 1922.
- La gesta dels estels. Muestra de poemas. Barcelona. La Revista. 1922.
- El poema de la rosa als llavis. Con ilustraciones de Josep Obiols. Barcelona. Llibreria Nacional Catalana. 1923.
- Óssa Menor. Últimos poemas de vanguardia, acompañados de otros, de diferentes épocas, dispersos hasta entonces. Barcelona. 1925.

### Ediciones integrales
- Obra completa. Poesia i prosa. Barcelona: Galàxia Gutenberg-Cercle de Lectors. 2006. Edición preparada por Carme Arenas Noguera

### Traducciones al castellano
- Antología. Bilingüe. Barcelona. Ediciones Saturno. 1972. Trad.: José Batlló.
- Cincuenta poemas de Joan Salvat-Papasseit. Bilingüe. Barcelona. Lumen 1977. Trad.: José Batlló.
- Poemas de amor. Bilingüe. Madrid. Visor. 1984. Trad.: José Batlló.

En antologías colectivas
- "Antología de poetas catalanes contemporáneos". Madrid. Ediciones Rialp. 1952. Trad.: Paulina Crusat (1900-1981).
- "Poetas catalanes contemporáneos: antología". Barcelona. Seix Barral. 1968. Trad.: José Agustín Goytisolo.
- "Seis poetas catalanes". Madrid. Taurus. 1980. Trad.: José Batlló.